# Sannerville
Sannerville est une commune française située dans le département du Calvados en région Normandie. Elle est peuplée de 1 884 habitants.
Entre le 1er janvier 2017 et le 31 décembre 2019, elle est une commune de statut administratif commune déléguée au sein de la nouvelle mais éphémère commune de statut commune nouvelle de Saline. Par jugement du 28 décembre 2018, le tribunal administratif de Caen a annulé l'arrêté préfectoral du 29 juillet 2016 portant création de la commune de Saline avec effet au 31 décembre 2019.

## Géographie

### Localisation
Sannerville est une commune du Calvados située à dix kilomètres à l'est de Caen et à dix kilomètres du littoral de la Manche, à la rencontre de la plaine de Caen et des premiers vallons du pays d'Auge.

### Communes limitrophes
| Touffréville           | Touffréville           | Troarn |
| Démouville             | Sannerville            | Troarn |
| Banneville-la-Campagne | Banneville-la-Campagne | Troarn |

### Voies de communication et transports
La commune est traversée au sud par la route départementale 675. Elle est desservie par la ligne 31 du réseau Twisto,, ainsi que par les lignes 36 et 136 des Bus Verts du Calvados.
De 1881 à 1952, elle est desservie par la ligne de Caen à Dozulé - Putot.

### Hydrographie
La commune est située dans le bassin Seine-Normandie. Elle est drainée par le ruisseau du Pont Bale,.

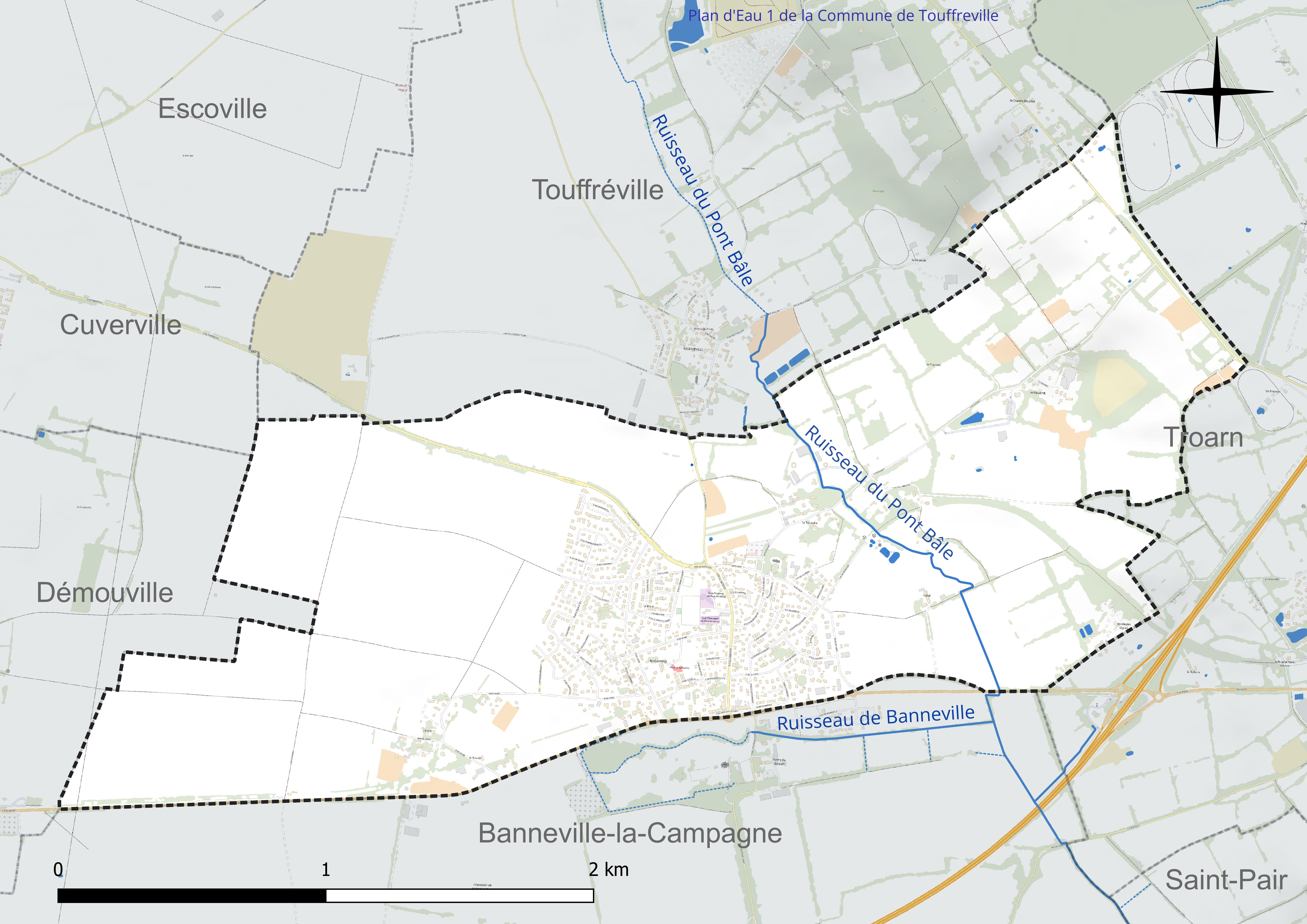
Réseau hydrographique de Sannerville.

### Climat
Pour des articles plus généraux, voir Climat de la Normandie et Climat du Calvados.
En 2010, le climat de la commune est de type climat océanique altéré, selon une étude du CNRS s'appuyant sur une série de données couvrant la période 1971-2000. En 2020, Météo-France publie une typologie des climats de la France métropolitaine dans laquelle la commune est exposée à un climat océanique et est dans la région climatique Normandie (Cotentin, Orne), caractérisée par une pluviométrie relativement élevée (850 mm/a) et un été frais (15,5 °C) et venté. Parallèlement le GIEC normand, un groupe régional d'experts sur le climat, différencie quant à lui, dans une étude de 2020, trois grands types de climats pour la région Normandie, nuancés à une échelle plus fine par les facteurs géographiques locaux. La commune est, selon ce zonage, exposée à un « climat des plateaux abrités », correspondant à la plaine agricole de Caen à Falaise, sous le vent des collines de Normandie et proche de la mer, se caractérisant par une pluviométrie et des contraintes thermiques modérées.
Pour la période 1971-2000, la température annuelle moyenne est de 10,8 °C, avec une amplitude thermique annuelle de 12,2 °C. Le cumul annuel moyen de précipitations est de 658 mm, avec 11,5 jours de précipitations en janvier et 7,2 jours en juillet. Pour la période 1991-2020, la température moyenne annuelle observée sur la station météorologique la plus proche, située sur la commune d'Argences à 7 km à vol d'oiseau, est de 11,6 °C et le cumul annuel moyen de précipitations est de 742,9 mm,. Pour l'avenir, les paramètres climatiques de la commune estimés pour 2050 selon différents scénarios d'émission de gaz à effet de serre sont consultables sur un site dédié publié par Météo-France en novembre 2022.

## Urbanisme

### Typologie
Au 1er janvier 2024, Sannerville est catégorisée bourg rural, selon la nouvelle grille communale de densité à 7 niveaux définie par l'Insee en 2022.
Elle est située hors unité urbaine. Par ailleurs la commune fait partie de l'aire d'attraction de Caen, dont elle est une commune de la couronne,. Cette aire, qui regroupe 296 communes, est catégorisée dans les aires de 200 000 à moins de 700 000 habitants,.

### Occupation des sols
L'occupation des sols de la commune, telle qu'elle ressort de la base de données européenne d'occupation biophysique des sols Corine Land Cover (CLC), est marquée par l'importance des territoires agricoles (85 % en 2018), en diminution par rapport à 1990 (88,8 %). La répartition détaillée en 2018 est la suivante : 
terres arables (47,6 %), prairies (37,4 %), zones urbanisées (15 %). L'évolution de l'occupation des sols de la commune et de ses infrastructures peut être observée sur les différentes représentations cartographiques du territoire : la carte de Cassini (XVIIIe siècle), la carte d'état-major (1820-1866) et les cartes ou photos aériennes de l'IGN pour la période actuelle (1950 à aujourd'hui).

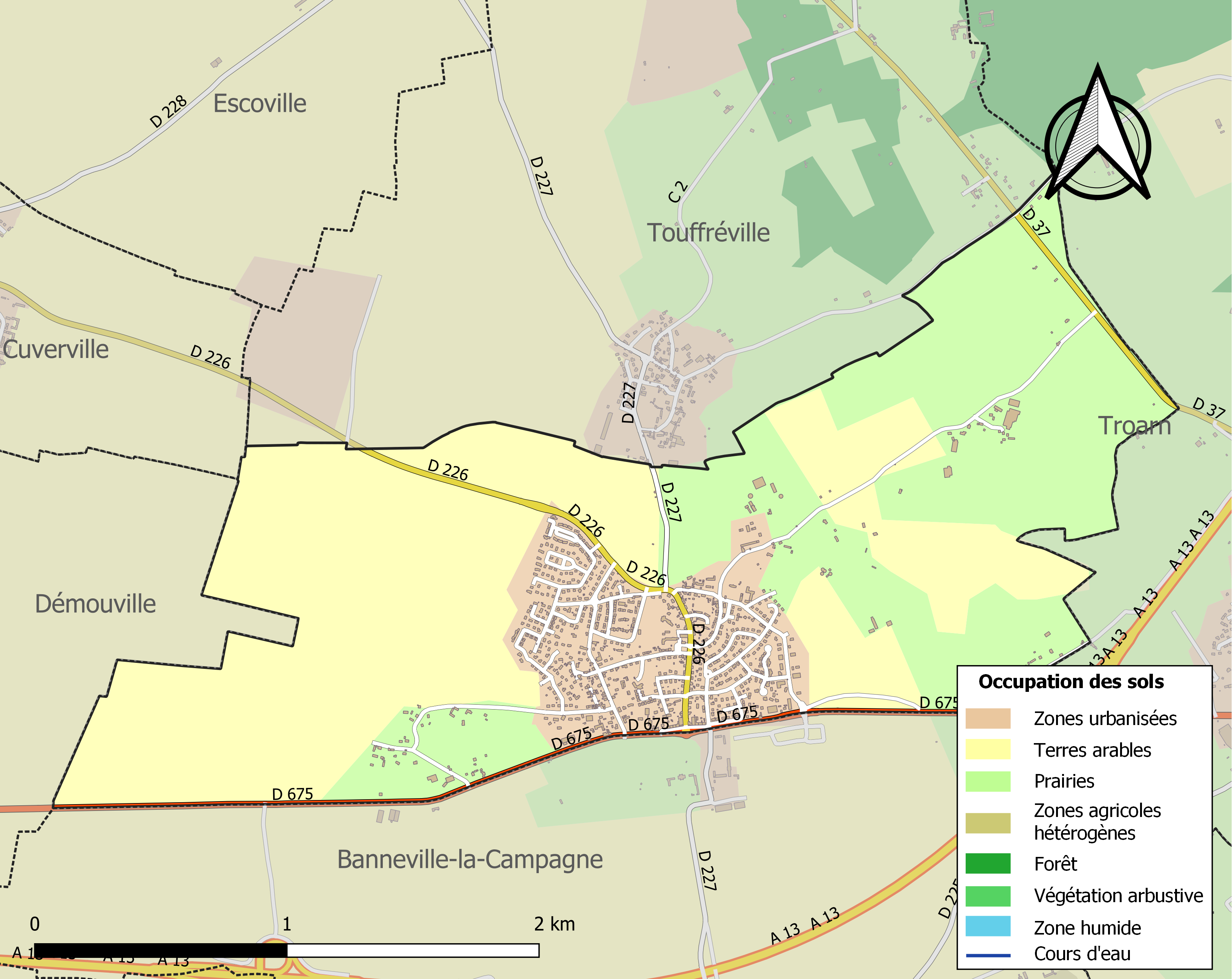
Carte des infrastructures et de l'occupation des sols de la commune en 2018 (CLC).

## Toponymie
Le nom de la localité est attesté sous les formes latinisées Salnerii villa en 1059,,, Saunervilla en 1169, Salnervilla en 1230,, Saunirvilla en 1319.
Il s'agit d'une formation toponymique médiévale en -ville, non pas au sens ancien de « domaine rural », comme la plupart des autres toponymes en -ville de Normandie, mais plutôt au sens de « village », déjà employé au Moyen Âge. Les mentions anciennes postulent comme premier élément, assez inusuel pour ce type toponymique, le surnom d'un personnage Saunier, d'après son métier, voire le nom commun saunier. Le sens global de ce nom de lieu serait « village du saunier ».
Le terme saunier est attesté pour la première fois en français chez Geffrei Gaimar, Histoire des Anglais, sous la forme salnier vers 1140, au sens de « celui qui débite et vend le sel », puis dans un recueil d'actes des XIIe et XIIIe siècles, Ban sur le sel, sous la forme saulnier au sens de « celui qui fabrique le sel ». On avait en latin médiéval une forme salinarius (dérivé de salinae, salines), attestée en 1086, déjà au sens de « fabricant de sel ».
Il doit s'agir d'un toponyme en -ville tardif. Le surnom Saunier devenu patronymique est principalement répandu en Seine-Maritime avant la Première Guerre mondiale, sous cette forme, et avec l'article défini masculin dans le Calvados, Lesaunier, et la Manche, Lesaulnier.

## Histoire
Dès le Ier siècle de notre ère, l'exploitation du sel fixe les hommes sur le site.
C'est en 1059, dans la charte de fondation de l'abbaye Saint-Martin de Troarn, que l'on trouve la première mention écrite de Sannerville. La charte est signée de Roger II de Montgomery, avec l'accord du Duc Guillaume.
Le hameau de Lirose fut une commune à part entière jusqu'en 1828, année au cours de laquelle elle fut rattachée à Sannerville.
Le 6 juin 1944, la plaine au nord-est du hameau de Lirose est investie par les parachutistes et voit l'avancée des premiers artilleurs écossais. Le 18 juillet, l'opération Goodwood est déclenchée. La commune, dévastée par 1 200 tonnes de bombes, est transformée en paysage lunaire. Mais sur les collines du Maizeret, les combats continuent. L'ennemi ne lâchera prise définitivement devant la 4th Special Service Brigade que le 17 août 1944.
Les élus des communes de Troarn et de Sannerville ont voté le regroupement des communes de Troarn-Bures-sur-Dives et de Sannerville en commune nouvelle nommée Saline au 1er janvier 2017.
Le 1er janvier 2020 la nouvelle commune de Saline est séparée, les anciennes communes de Troarn et Sannerville retrouvent leurs noms initiaux,,.

## Politique et administration

### Liste des maires
| Période                                  | Période          | Identité          | Étiquette | Qualité |
| ---------------------------------------- | ---------------- | ----------------- | --------- | --- |
| Les données manquantes sont à compléter. |                  |                   |           | |
| ?                                        | mai 1900         | M. Sabine         |           | |
| mai 1900                                 | mai 1912         | Louis Vaubaillon  |           | |
| mai 1912                                 | 1924             | Albert Langevin   |           | |
| 1924                                     | 1929             | M. Lechevalier    |           | |
| 1929                                     | 1938             | Arthur Betton     |           | |
| 1938                                     | 1945             | Louis Huet        |           | |
| 1945                                     | octobre 1947     | Raymond Quignette |           | |
| octobre 1947                             | mai 1953         | Lucien Fouques    |           | |
| mai 1953                                 | mars 1977        | Fernand Forest    |           | Retraité |
| mars 1977                                | 24 mars 1989     | Marthe Las        |           | Institutrice et directrice d'école retraitée                                                                       |
| 24 mars 1989                             | 31 décembre 2016 | Christian Piélot  | PS        | Conseiller technique en travail social Conseiller général (1994 → 2015) puis départemental de Troarn (2015 → 2021) |

| Période        | Période          | Identité         | Étiquette | Qualité                                                                                 |
| -------------- | ---------------- | ---------------- | --------- | --------------------------------------------------------------------------------------- |
| 3 janvier 2017 | 21 avril 2018    | Christian Piélot | PS        | Conseiller technique en travail social Conseiller départemental de Troarn (2015 → 2021) |
| 21 avril 2018  | 31 décembre 2019 | Martial Bordais  | SE        | Technicien qualité                                                                      |

| Période          | Période     | Identité            | Étiquette | Qualité            |
| ---------------- | ----------- | ------------------- | --------- | ------------------ |
| 1er janvier 2020 | 23 mai 2020 | Délégation spéciale |           |                    |
| 23 mai 2020      | En cours    | Martial Bordais     | SE        | Technicien qualité |

## Population et société

### Démographie
Les habitants de la commune sont nommés les Sannervillais.
L'évolution du nombre d'habitants est connue à travers les recensements de la population effectués dans la commune depuis 1793. Pour les communes de moins de 10 000 habitants, une enquête de recensement portant sur toute la population est réalisée tous les cinq ans, les populations de référence des années intermédiaires étant quant à elles estimées par interpolation ou extrapolation. Pour la commune, le premier recensement exhaustif entrant dans le cadre du nouveau dispositif a été réalisé en 2004.

En 2022, la commune comptait 1 884 habitants, en évolution de −2,18 % par rapport à 2016 (Calvados : +1,58 %, France hors Mayotte : +2,11 %).
| 1793 | 1800 | 1806 | 1821 | 1831 | 1836 | 1841 | 1846 | 1851 |
| ---- | ---- | ---- | ---- | ---- | ---- | ---- | ---- | ---- |
| 467  | 421  | 490  | 430  | 525  | 563  | 543  | 554  | 547  |

| 1856 | 1861 | 1866 | 1872 | 1876 | 1881 | 1886 | 1891 | 1896 |
| ---- | ---- | ---- | ---- | ---- | ---- | ---- | ---- | ---- |
| 564  | 524  | 524  | 485  | 458  | 464  | 469  | 409  | 375  |

| 1901 | 1906 | 1911 | 1921 | 1926 | 1931 | 1936 | 1946 | 1954 |
| ---- | ---- | ---- | ---- | ---- | ---- | ---- | ---- | ---- |
| 398  | 401  | 347  | 424  | 413  | 434  | 435  | 260  | 460  |

| 1962 | 1968 | 1975 | 1982  | 1990  | 1999  | 2004  | 2006  | 2009  |
| ---- | ---- | ---- | ----- | ----- | ----- | ----- | ----- | ----- |
| 649  | 711  | 849  | 1 504 | 1 529 | 1 624 | 1 551 | 1 558 | 1 636 |

| 2014  | 2019  | 2022  | - | - | - | - | - | - |
| ----- | ----- | ----- | - | - | - | - | - | - |
| 1 827 | 1 906 | 1 884 | - | - | - | - | - | - |

## Culture locale et patrimoine

### Lieux et monuments
- Site d'une nécropole mérovingienne du VIe siècle.
- Chemin Saulnier de la Liberté, ancienne voie gallo-romaine qui va d'Escoville à Cagny.
- Église Notre-Dame-de-la-Nativité du XIVe siècle.
- Lavoir rue du Muguet sur le ruisseau du Pont Bâle.

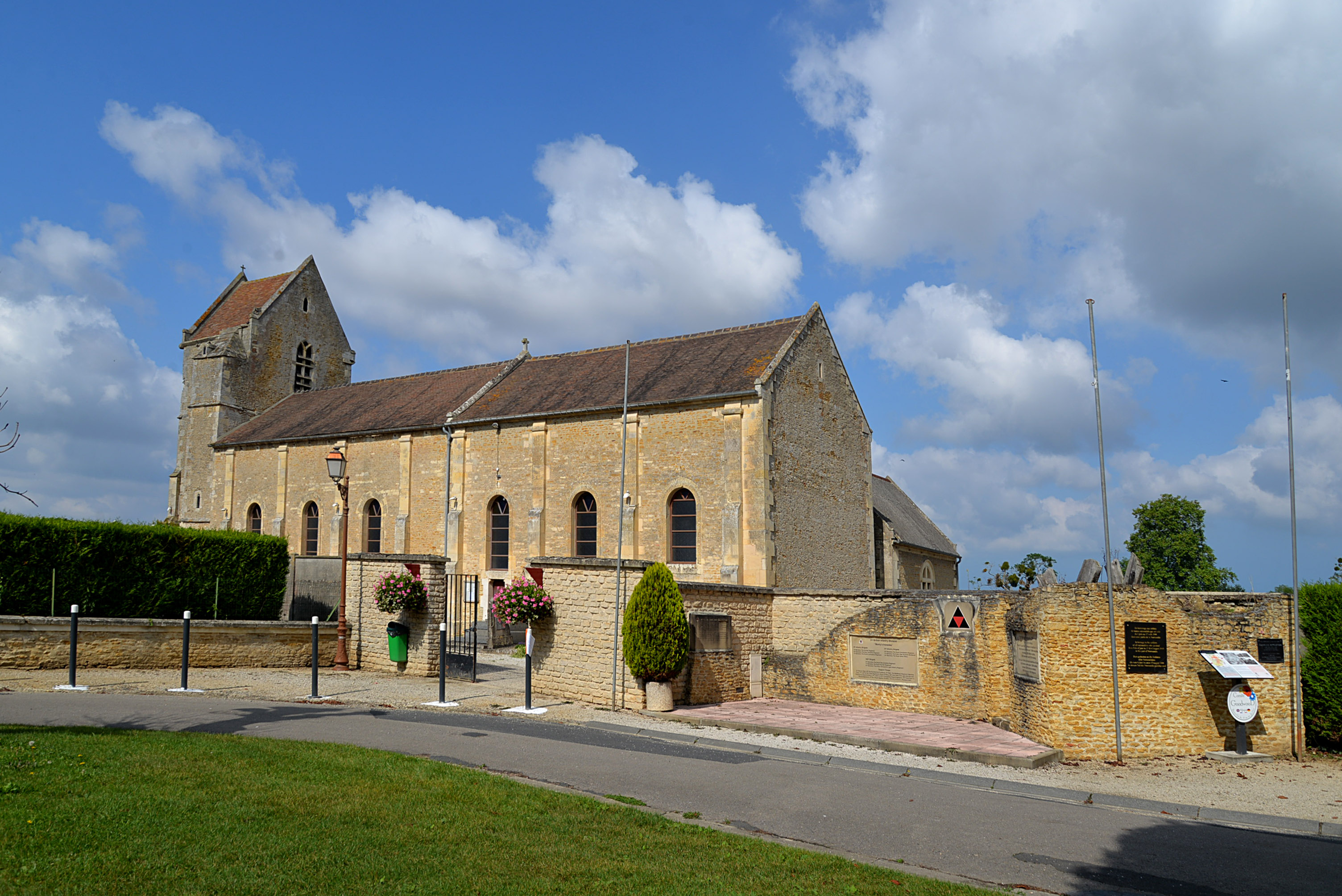
L'entrée du cimetière.
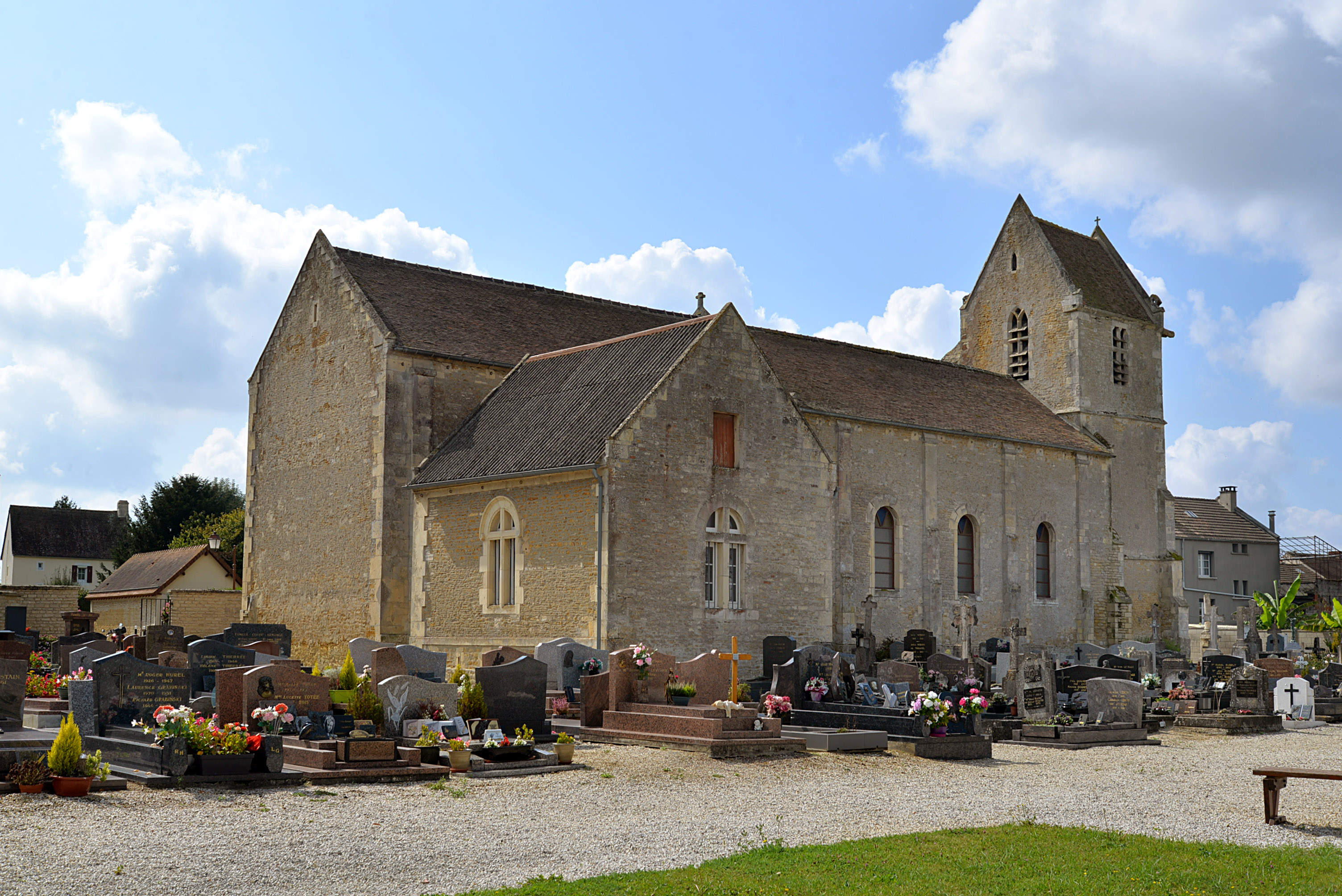
L'église Notre-Dame de la Nativité.
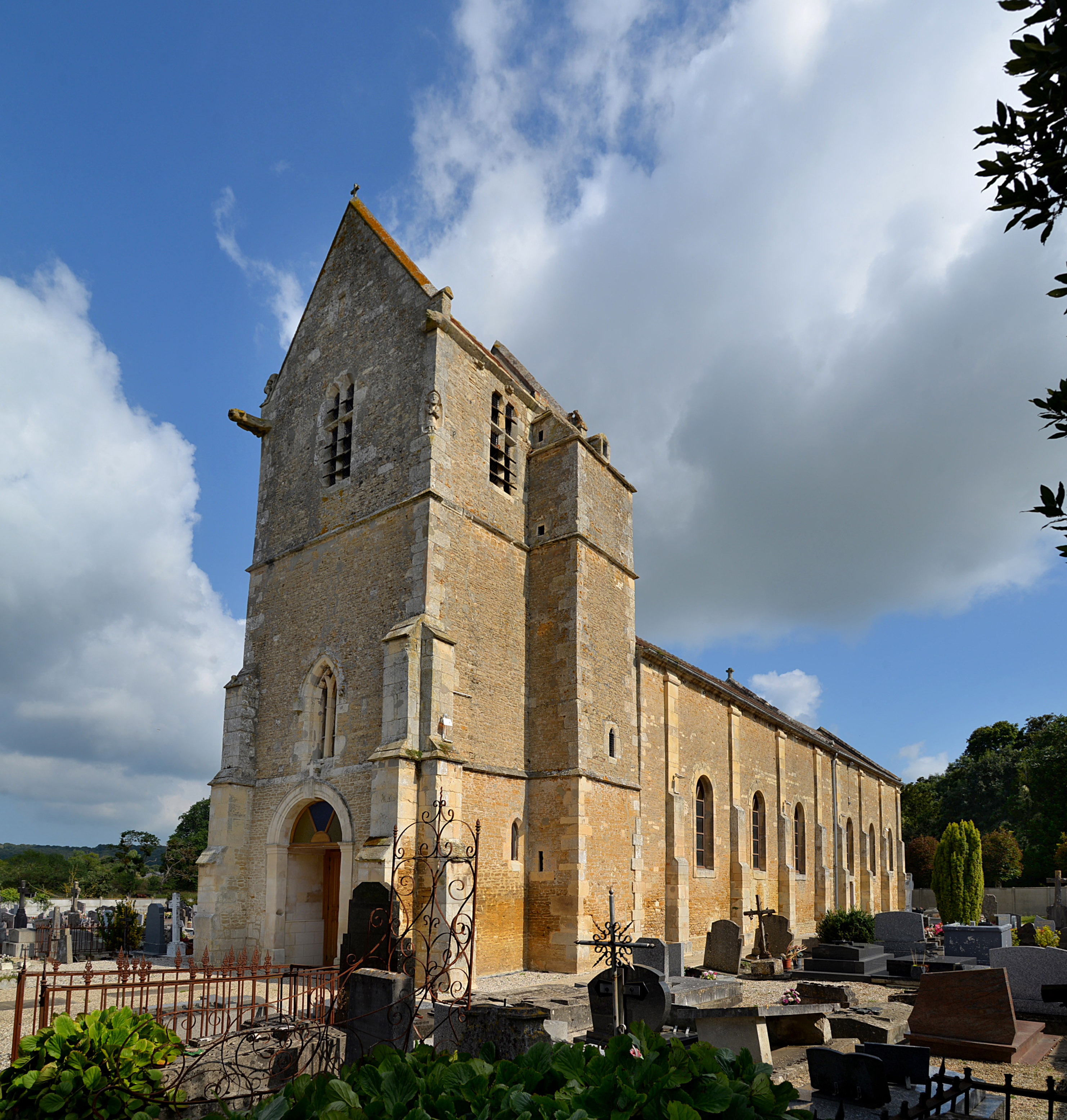
L'église Notre-Dame de la Nativité.
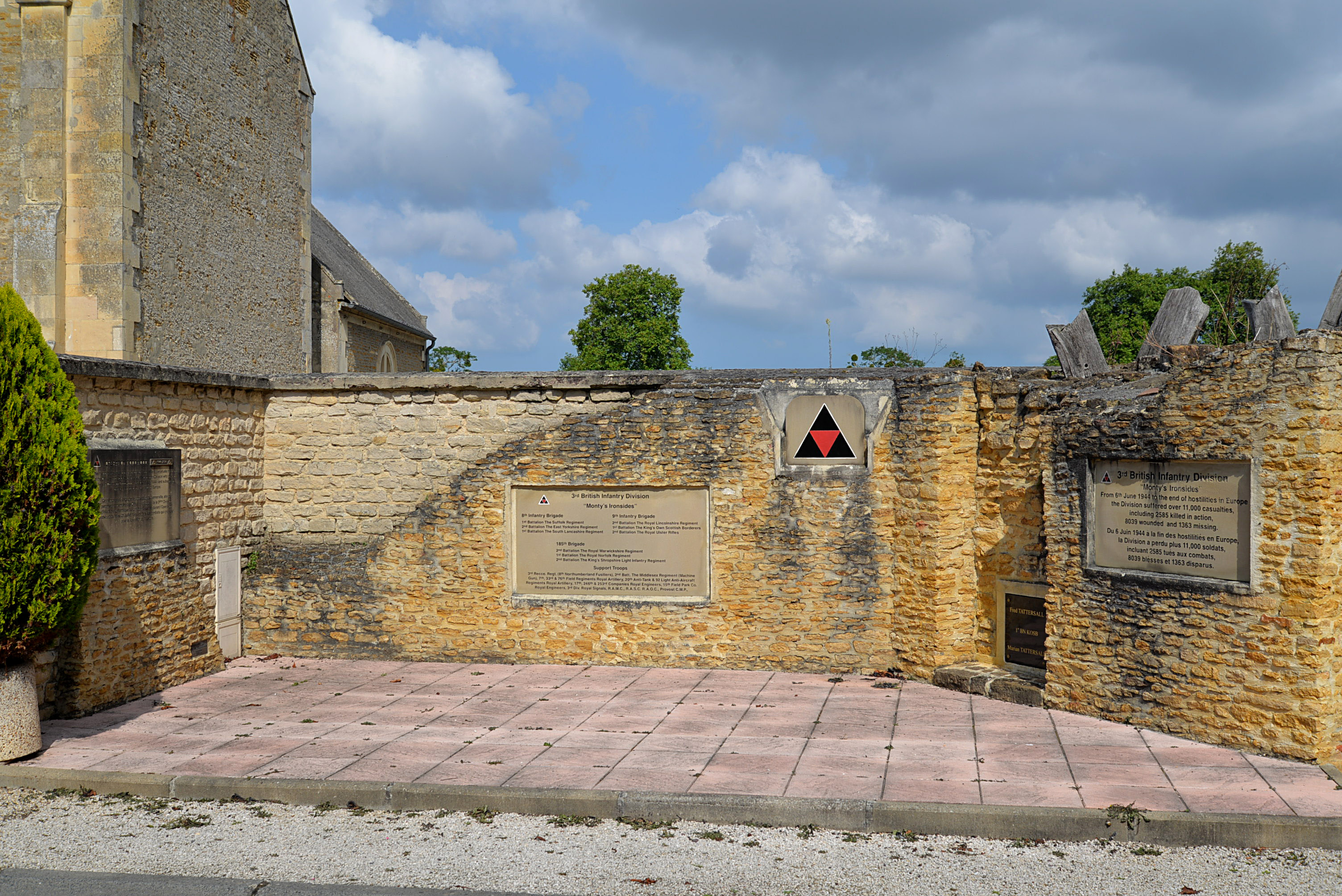
Plaques commémoratives 1944.
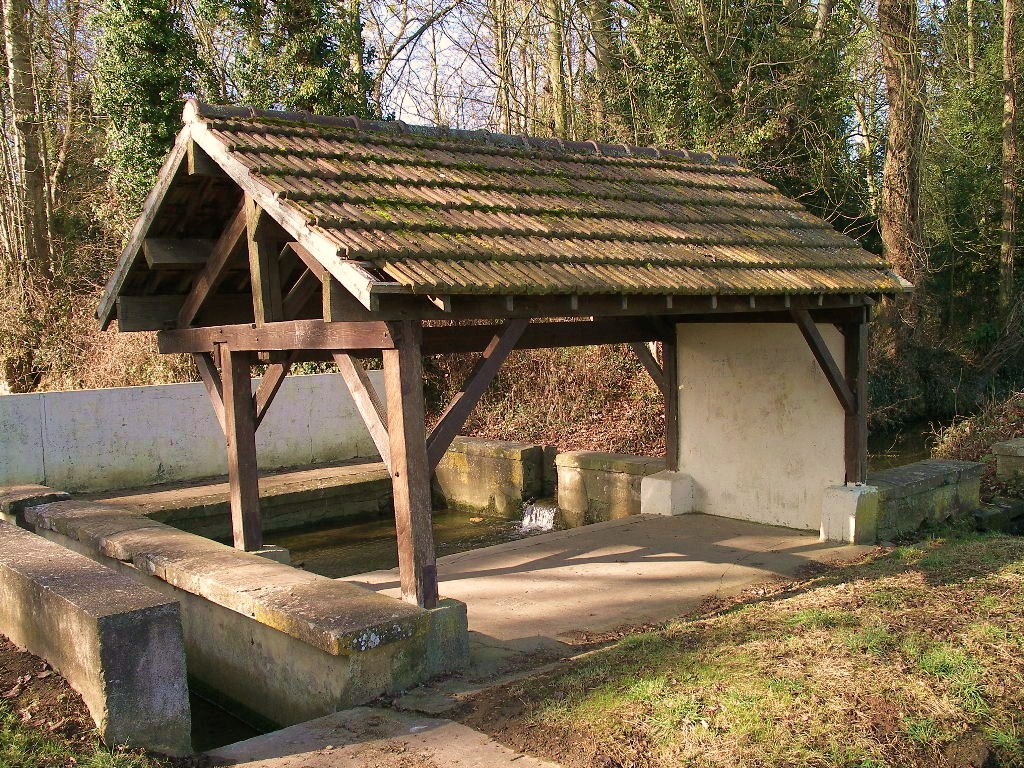
Le lavoir.

### Personnalités liées à la commune
- Laurent Demortreux (1756-1831 à Sannerville), homme politique.
- Achille Ballière (1840 à Sannerville-1905), déporté de la Commune de Paris.
- Edmond Villey-Desmeserets (1848-1924), doyen de la faculté de droit de Caen et membre de l'Académie des sciences morales et politiques.

### Héraldique
| Blason de Sannerville | Blason  | D'azur à la barre cousue de gueules chargée de trois gerbes de blé et de deux losanges alternées et posées à plomb, le tout d'or, accompagnée en chef d'une fleur de lys aussi d'or surmontée à senestre d'une rose aussi de gueules tigée et feuillée d'or et en pointe d'une nef contournée d'argent équipée et habillée d'or, mouvant du bord senestre de la barre, posée sur une mer du champ, au chef cousu parti au I de gueules aux deux léopards d'or passant l'un sur l'autre et au II d'azur aux trois tiercefeuilles d'or mal ordonnées. |
| Blason de Sannerville | Détails | Les deux léopards d'or sur champ de gueules rappellent les armes de la Normandie. |